# حيوانات زهرية
الحيوانات الزهرية (الاسم العلمي: Zoantharia) هي تحت طائفة من اللاسعات تتبع طائفة الزهريات الشعاعية.

## التصنيف
- المرجانيات الصلبة
  - مشتركات النجم وأشباهها
    - قميات المسام
- اليسريات
- شقائق أسطوانية وأشباهها
  - الشقائق الأسـطوانية
- الزهريات
- شقائق نعمان البحر
- مرجانيات صفيحية
- مرجانيات متغضنة
- مرجانيات متباينة
- مرجانيات الشكل